# Atlas-Zypresse
Die Atlas-Zypresse (Cupressus dupreziana var. atlantica, Syn.: Cupressus atlantica), auch Marokko-Zypresse genannt, ist eine Varietät der Sahara-Zypresse (Cupressus dupreziana) in der Familie der Zypressengewächse (Cupressaceae). Sie ist ein Endemit im westlichen Marokko.

## Beschreibung
Die Atlas-Zypresse wächst als immergrüner Baum. Die Atlas-Zypresse ähnelt der verwandten Mittelmeer-Zypresse (Cupressus sempervirens), unterscheidet sich aber durch ihre blauer gefärbten Blätter mit einem weißen Harzfleck auf jedem Blatt. Die kleineren Zweige stehen oft in einer Ebene. Sie hat kleinere Zapfen mit nur 1,5 bis 2,5 cm Länge.
Die ähnelt damit stark der Sahara-Zypresse (Cupressus dupreziana) mit ihren noch deutlicher blauen Blättern und wird von manchen Autoren als deren Varietät angesehen.

### Randbemerkung
Die Atlas-Zypresse vermehrt sich geschlechtlich. Die männliche Apomixis, welche bei der Sahara-Zypresse als Spezialisierung im extremen Lebensraum auftritt, kommt nicht vor.

## Vorkommen und Gefährdung
Die Atlas-Zypresse kommt endemisch im Tal des Oued-n-Fis-Flusses im Hohen Atlas südlich von Marrakesch in West-Marokko vor.
Die meisten Exemplare sind alt, Nachwuchs gibt es wegen Überweidung durch Ziegen kaum.

## Weiterführende Literatur
- Christopher J. Earle: Cupressus atlantica. In: The Gymnosperm Database. 14. Dezember 2010, abgerufen am 5. Dezember 2011 (englisch, die Informationen sind noch nicht verwendet und können hier noch eingebaut werden).